# Boëseghem
Boëseghem är en kommun i departementet Nord i regionen Hauts-de-France i norra Frankrike. Kommunen ligger i kantonen Hazebrouck-Sud som tillhör arrondissementet Dunkerque. År 2022 hade Boëseghem 738 invånare.

## Befolkningsutveckling
Antalet invånare i kommunen Boëseghem
| Referens: INSEE |